# Véronique Beucler
 (octobre 2019).
Si vous disposez d'ouvrages ou d'articles de référence ou si vous connaissez des sites web de qualité traitant du thème abordé ici, merci de compléter l'article en donnant les références utiles à sa vérifiabilité et en les liant à la section « Notes et références ».
 (novembre 2022).
Pour les articles homonymes, voir Beucler.
Véronique Beucler est une romancière française et professeur agrégé.

## Biographie
Véronique Beucler a enseigné en France et à l'étranger. Elle vit en France.

## Publications
- L'Amour en page, Le Passage, 2003
- La Berlue, Albin Michel, 2006[2],[3]
- Préface de Quel ennui ! Essai philosophique et littéraire, Alain Jay, L'Harmattan, 2007
- Les particules de mon mari sont authentiques, Albin Michel, 2008[4],[5]
- La Décadence et autres délices, Dialogues, 2011
- L'Insecte et le Traducteur, Maurice Nadeau, 2015
- Les éclaireuses, Actes sud, 2022